# 波焦鲁斯科
波焦鲁斯科（義大利語：Poggio Rusco），是意大利曼托瓦省的一个市镇。总面积42.35平方公里，人口6632人，人口密度156.6人/平方公里（2009年）。国家统计（ISTAT）代码为020042。

## 友好城市
- 法國努瓦罗河畔孔代 1999年